# Overschild (dorp)
Overschild (Gronings:  't Schild) is een dorp in de gemeente Midden-Groningen in de Nederlandse provincie Groningen. De plaats telt 510 inwoners (CBS: 2023) en het postcodegebied 605 inwoners (CBS: 2012).
Het huidige dorp is ontstaan in de tweede helft van de 19e eeuw. Voor die tijd bestond de buurtschap uit enkele verspreide boerderijen. De belangrijkste gebouwen van het dorp zijn de voormalige hervormde kerk en gereformeerde kerk en korenmolen Windlust.
De historische benaming Schildjers werd vanouds gebruikt voor de bewoners van beide kanten van het Schildmeer. Kornelis ter Laan noemt het in zijn Nieuw Groninger woordenboek van 1929 als de gangbare aanduiding voor de inwoners van Overschild. Sinds het midden van de 20e eeuw spreekt men eerder over Overschildjers.

## Geografie
Het dorp ligt in de landstreek Duurswold, even ten noordwesten van het Schildmeer. De ondergrond is instabiel, door metersdikke veen- en kleiafzettingen, die elkaar afwisselen. Het gebied ligt in de laag gelegen overgangszone tussen de  klei-afzettingen van het Hogeland en het voormalige hoogveengebied van Hellum en Schildwolde. Het stond daarom vaak onder water en werd door de aangrenzende dorpen vooral gebruikt als hooiland, de zogenaamde mieden of meden. Pas in de 19e eeuw werd dit gebied effectief ontwaterd met behulp van poldermolens. Tegelijkertijd werd de verzuurde grond vruchtbaarder gemaakt met behulp van wierdegrond, onder andere van de wierde Oldersum in 1866. Vanaf ongeveer 1870 werd begonnen met het 'woelen' van het land; de kalkrijke klei onder de arme toplaag werd uitgegraven en over het land verspreid, een zeer arbeidsintensief karwei. Hierbij ontstonden kleigaten. Met de introductie van kunstmest werd hiermee gestopt. Op 19 oktober 1944 werd het gebied onder (zoet) water gezet door de Duitse bezetter om zo de opmars van de geallieerden te vertragen. Het dorp moest toen worden ontruimd. Pas op 26 mei 1945 was het water grotendeels weer weggepompt.
Onder het dorp vallen de gehuchten Blokum, De Paauwen, De Hammen en een klein deel van Schaaphok. Het dorp heeft een buurtbusverbinding met Appingedam en Ten Boer.
De plaats stond een tijdlang te boek als Graauwedijk, vernoemd naar de Graauwedijk, die vroeger door het gebied liep. De belangrijkste weg in Overschild heet nu nog zo. De andere twee grote straten die de Graauwedijk kruisen zijn de Kanaalweg, die naar het Eemskanaal leidt, en de Meerweg, die naar het Schildmeer leidt. De Graauwedijk sluit enkele kilometers ten zuidwesten van het dorp aan op de provinciale weg N865 tussen Ten Post en Schildwolde. Op 25 november 1997 raakte een groep schoolkinderen uit het dorp gewond op de Graauwedijk toen ze werden aangereden door een verkeerd ingeschatte inhaalmanoeuvre van een automobilist. Daarop werden eerst 21 verkeersdrempels geplaatst. Uiteindelijk werd de Graauwedijk tussen 2004 en 2009 heringericht volgens het principe van shared space naar de filosofie van Hans Monderman. Een groot deel van de drempels werd weer verwijderd en de stoepen werden gelijkvloers gemaakt met de bestrating. Met ijzeren beelden werd het gevaar van overstekende voetgangers benadrukt. Hierdoor daalde de gemiddelde snelheid in het dorp.
Ten zuidoosten van het dorp ligt sinds de jaren 1990 het natuurgebied Tetjehorn. In de jaren 1970 was hier een bungalowpark gepland, hetgeen echter werd geblokkeerd door de Raad van State. Tetjehorn vormt onderdeel van het herinrichtingsgebied en natuurgebied Midden-Groningen, dat weer onderdeel van de ecologische hoofdstructuur van Nederland vormt.

## Geschiedenis

### Naam en gelijknamig gehucht
Overschild heeft zijn naam te danken aan zijn ligging. Vanuit Schildwolde en Hellum gezien, ligt het aan de overzijde van het Schildmeer en het Schildmaar. Het dorp is in de 19e eeuw ontstaan in het buitengebied van deze kerspelen.
De benaming Extra Scaldmeda komt al voor in goederenlijst van de Abdij van Werden uit het tweede kwart van de 11e eeuw. Dat het hierbij om het huidige Overschild zou gaan, is echter onzeker. Wel onderscheidde men rond 1470 landerijen die buiten en binnen de Schylt, dat is ten noorden en ten zuiden van het Schildmaar waren gelegen. In 1544 was sprake van de Ffosseweer to Hellum gelegen over den Schylt. In de 18e eeuw sprak men over de inwoners van Hellum over 't Schilt of over de Schild (1704); in 1785 wordt voor het eerst iemand van 't Overschild vermeld. De familienamen Schilthuis en Schildhuizen duiken rond 1750 op; het hele gebied werd in 1828 Schildjerhuizen genoemd. De waterstaat van het gebied werd tot het Eekwerder Klein eed gerekend, omdat boeren uit deze buurtschap hier veel hooiland hadden.

### Voorgeschiedenis
De plek van Overschild was op een paar boerderijen na lange tijd onbewoond. Uit de Romeinse IJzertijd dateren een aantal huiswierden, die later weer verlaten zijn. Op deze verhoogde erven werden in de middeleeuwen enkele huizen gebouwd.
Omstreeks de 13e eeuw werd onder toezicht van het Woldzijlvest de Graauwedijk aangelegd langs de oostzijde van het huidige dorp (Oude Graauwedijk) via De Hammen en Luddeweer naar Schaaphok om zo het laaggelegen gebied van Duurswold te beschermen tegen hoog water vanuit omringende wateren, zoals de Fivel. Ook de monniken van het Klooster Bloemhof waren hier vermoedelijk bij betrokken. Op het kloosterbezit ontstond het voorwerk Witte Munckhuijs, eigendom van het nonnenklooster Mariagenade te Schildwolde en later 't Susterhuis genoemd. Hier staat nu de boerderij 'Klein-Transvaal' (Graauwedijk 14). Een andere oude boerderij is Hooghammen in het streekje De Hammen, waar kogelpotscherven uit de middeleeuwen zijn gevonden. 
Na de Reductie werden de kloostergoederen door de provincie eerst verpacht en vervolgens verkocht aan de boeren in het gebied. Zo liggen de boerderijen aan de Meenteweg 8 en Graauwedijk 12 op voormalige gronden van het klooster Bloemhof, de boerderijen Graauwedijk 14 ('Klein Transvaal') en 15 op gronden van het klooster te Schildwolde en de boerderijen Kanaalweg 21 en Graauwedijk 74 op gronden van het Heveskesklooster (Oosterwierum). De boerderij aan de Graauwedijk 13 (tegenwoordig 'Pait's laand' geheten) droeg vroeger de naam Provincieheerd ter herinnering aan het feit dat deze op oude kloostergronden lag die door de provincie waren geconfisqueerd.

### Graauwedijk en Schildhuizen
Op de plek van het huidige dorp Overschild lag rond het midden van de 19e eeuw het gehucht Graauwedijk, dat onder Schildwolde viel. Iets oostelijker, rond de Boerkenslaan-Tetjehorn lag rond 1850 de boerderij 'Schildhuis' met het gehucht Schildhuizen, dat onder Hellum viel. Volgens een sage lag hier een verdwenen borg. Ten zuiden van dit gehucht lag de polder Over 't Schild. Vervolgens begonnen de bewoners het zuidelijke deel van het nieuwe dorp Overschild te noemen, terwijl het noordelijke deel Graauwedijk bleef heten. De naam van het oostelijke gehucht veranderde echter ook van Schildhuizen naar Overschild, zodat er toen een dorp en een gehucht Overschild bestonden. Begin 20e eeuw begonnen ook de gemeenten Ten Boer en Loppersum het dorp Overschild te noemen. 
Het huidige dorp Overschild ligt op de grens van de kerspelen Ten Boer, Loppersum, Schildwolde en Hellum. Deze kerkdorpen gingen in 1811 op in de gemeenten Ten Boer, Loppersum en Slochteren. De Graauwedijk fungeerde als westgrens van de gemeente Slochteren. De Kanaalweg, die aan westzijde haaks op de Graauwedijk staat, werd de grens tussen de gemeente Loppersum aan noordzijde en de gemeente Ten Boer aan zuidzijde. De Kanaalweg zet zich aan oostzijde verder als de Meerweg in de richting van het Schildmeer.
Bij de volkstelling van 1920 woonden er 180 mensen in de gemeente Slochteren, 53 in Ten Boer en 85 in Loppersum. In het gehucht Overschild, dat onder Slochteren viel, woonden toen verspreid over het gebied 175 mensen. Halverwege de 20e eeuw was het oostelijke gehucht niet veel meer dan een streekje, totdat in de jaren 1970 uiteindelijk ook dit toponiem van de kaart verdween.

### Ontstaan van het dorp
Voordat in 1806 een eerste poldermolen werd gebouwd, was het gebied van Overschild grotendeels verlaten. 's Winters stond het land onder water, 's zomers werd er mager hooi geoogst en op hogere plekken wat haver verbouwd. De dorpspredikant Adriana Hoen verhaalt in 1880:
In de eerste jaren van deze eeuw werden in de gansche streek slechts zes schamele boerderijtjes aangetroffen, en de geheele rijkdom hunner eigenaren bestond in een beetje mager hoornvee, een paard, wat schapen, eenige ganzen, en jaarlijks een mud of wat haver, voor geen gering deel gebruikt om een varken te mesten, dat in den regel niet eenmaal ten volle voor de eigen huishouding kon behouden blijven. Doch nu leven er meer dan dertig landbouwers, onder wie die kunnen meedoen ook.
Rondom het kruispunt van de Graauwedijk en de latere Kanaalweg ontstond rond het midden van de 19e eeuw het latere dorp Overschild. Tussen 1866 en 1876 werd het Eemskanaal gegraven, waardoor de ontwatering van het omringende land sterk verbeterde en het dorp een grote ontwikkeling doormaakte. In 1859 werd de korenmolen Windlust gebouwd, 1862 verrees de openbare lagere school, in 1874 werd de Graauwedijk verhard tot een grindweg, in 1879 werd een (christelijk) gereformeerde kerk gebouwd, in 1880 een hervormde kerk, in 1898 een begraafplaats en in 1903 een gereformeerde lagere school. In 1914 was het dorp zover gegroeid dat de korenmolen moest worden verhoogd tot een stellingmolen om voldoende wind te kunnen blijven vangen.
Het gebied van De Paauwen werd toen eveneens bij Overschild gevoegd.

### 20e eeuw
Overschild was tot de jaren 1960 met Hoeksmeer (en Garrelsweer verderop) aan de andere zijde van het Eemskanaal verbonden via een draaibrug. Die werd, net als vele andere draaibruggen, bij de verbreding van het kanaal in 1962 verwijderd, waardoor Overschild sindsdien geen directe verbinding meer heeft met de overzijde van het water. In plaats daarvan werd de Graauwedijk onder de naam Groeveweg naar Laskwerd doorgetrokken. Ook de DAM-busdienst Appingedam - Overschild - Groningen reed enkele malen per dag langs dit tracé. Omdat Overschild hierdoor werd afgesneden van de rest van de gemeenten Ten Boer en Loppersum, werd in 1962 besloten tot een grenscorrectie, waarbij de gebieden aan zuidzijde van het Eemskanaal onderdeel werden van de gemeente Slochteren. Naast Overschild kwamen toen ook de buurtschappen Heidenschap en Roeksweer (onder Lageland), alsmede Blokum (onder Overschild) bij de gemeente Slochteren.
Aan het kruispunt van Overschild stond vroeger een café  en een Rabobankvestiging. Iets verderop stond aan de Meerweg een A&O-supermarkt en een benzinestation aan de Graauwedijk. Daarnaast heeft het dorp onder andere een smederij, bakkerij, slager, schoenmakerij, winkel in manufacturen, garagebedrijf en een grafsteenhouwerij gehad. Vanaf de jaren 1950 verdween langzamerhand de werkgelegenheid uit het dorp. Wel groeide het aantal inwoners nog licht. In de decennia erna zijn nog een aantal nieuwe huizen gebouwd. Het café (in latere jaren 'Kronenburcht' geheten) fungeerde begin jaren 1980 ook als dorpshuis. Het café werd in 1986 gesloten, waarna er nog korte tijd een bordeel en een autosloperij werden gevestigd, alvorens het pand werd gesloopt en er een nieuw huis werd gebouwd. In 1982 werd de gereformeerde lagere school gesloten, in 1984 de supermarkt, in 1994 het benzinestation, in 1997 de Rabobank en in 2012 ook de openbare basisschool. Tegenwoordig is dorpshuis De Pompel (sinds 1988) de centrale ontmoetingsplek van het dorp. Hier bevindt zich ook de peuterspeelzaal en een sporthal. In het dorpshuis zijn een groot aantal verenigingen gevestigd. Sinds 1981 wordt vanuit het dorpshuis ook de dorpskrant Schildjer Proat uitgegeven. De naam De Pompel naam verwijst naar de Groningse naam voor de lisdodde, die hier vroeger veel voorkwam toen Overschild nog in een moerasgebied lag.

### Herbouw van een groot deel van het dorp
Het dorp werd zwaar getroffen door de aardbevingen in Groningen als gevolg van de gaswinning. In 2017 werd becijferd dat hierdoor mogelijk de helft van alle huizen in het dorp gesloopt zou moeten worden. Dit zou het aanzicht van het dorp sterk veranderen. In 2018 bleek dat zelfs driekwart van de woningen zou moeten worden gesloopt. Onder leiding van architect Winy Maas werd met gemeente en bewoners in 2018 de 'Structuurvisie Overschild 2018-2028' opgesteld, waarin een toekomstvisie voor het herbouwde dorp werd gepresenteerd. De eigenaren van de te herbouwen woningen kregen een min of meer welstandsvrije bouw in het vooruitzicht gesteld zonder vaststaande rooilijnen. Karakteristieke panden en monumenten zouden worden hersteld. De te herbouwen en te versterken woningen waren echter reeds onder verschillende regimes geplaatst. Een aantal woningen werd onder de zogenoemde 'batch 1588' geplaatst. Zij kregen een versterkingsadvies naar aanleiding van een inspectie in 2017. Aan deze woningen werd als eerste begonnen, zij het pas na grote druk op minister Eric Wiebes. Hij had in 2018 de versterkingsoperatie tijdelijk stopgezet, waardoor bewoners nog langer in onzekerheid bleven. Een ander deel valt onder de 'batch 1467' en dient eveneens te worden versterkt. De woningen in het buitengebied vallen onder 'batch 3260' en zijn in een lichtere categorie geplaatst, waardoor deze pas later aan de beurt komen.
In 2021 kwam aan het licht dat er door de sterk gestegen bouwkosten onvoldoende geld overbleef voor bewoners om na de sloop van hun huis een vergelijkbare woning te kunnen bouwen. Een aantal bewoners was gedwongen zelf grote bedragen te betalen voor hun nieuwe woning. Anderen zouden zelf moeten meehelpen bij de werkzaamheden om de kosten te drukken. Na Kamervragen werd in juni 2021 extra geld beschikbaar gesteld en werd maatwerk via de gemeente Midden-Groningen in het vooruitzicht gesteld. Daardoor zouden bewoners in elk geval een woning van vergelijkbare gebruiksoppervlakte en gebruiksmogelijkheden moeten kunnen terugkrijgen.

## Bevolkingsontwikkeling
| Demografische ontwikkeling tussen 1947 en 2018                                                           |
| --- |
| |
| ■ Data afkomstig van volkstellingen.nl. 1947: Slochteren+Ten Boer+Loppersum ■ Data afkomstig van het CBS |

## Gebouwen

### Kerken
In Overschild staat een drietal kerken: een hervormde kerk aan de Graauwedijk 61, een gereformeerde kerk (vrijgemaakt) aan de Meerweg 10 en een gereformeerde kerk aan de Graauwedijk 48.

#### Hervormden
De hervormden kwamen vanaf 1859 samen in een boerenschuur en vanaf 1864 in de twee jaar eerder gebouwde openbare lagere school, waar ook de catechisatie werd gegeven. In 1880 werd een eenvoudige rechthoekige zaalkerk van vier door lisenen gedeelde traveeën gebouwd aan de Graauwedijk 61. Omdat deze minder dan 200 el van de in 1879 gebouwde gereformeerde kerk af kwam te staan, moest toestemming van de gemeente Slochteren worden verkregen. De gereformeerden maakten bezwaar tegen de bouw van de kerk, maar het college van burgemeesters en wethouders besloot dat de bezwaren 'te licht' waren en gaven toestemming tot de bouw. Van de kerk wordt wel gezegd dat deze is opgetrokken in 'Waterstaatsstijl' (neoclassicistisch), maar het was geen Waterstaatskerk. De ingang bestaat uit met stucwerk omlijste dubbele paneeldeuren en is voorzien van een balustrade en een houten lantaarn. Boven de ingang torent de dakruiter boven de kerk uit. Het interieur van de kerk is nog uit de beginperiode en bestaat onder andere uit een houten preekstoel die is voorzien van gietijzeren spijlen langs de trap ernaartoe. In 1952 werd een orgel van Mense Ruiter in de kerk geplaatst. Dit orgel was oorspronkelijk gebouwd in 1945 als huisorgel voor veilingmeester Piet de Roos uit Minnertsga en was het eerste orgel dat Ruiter heeft gebouwd. De kerkklok werd in de Tweede Wereldoorlog weggevoerd en omgesmolten en in 1946 vervangen door een nieuwe.
De hervormde gemeente werd in 1919 zelfstandig. Daarop werd in 1925 naar ontwerp van de Slochter architect H.S. Buitenkamp een pastorie naast de kerk gebouwd. Deze pastorie is opgetrokken in interbellumstijl. In 1926 werd een consistorie achter de kerk gebouwd, die in 1989 werd verbouwd.
In 1991 werd de kerk gerestaureerd. In 2002 werd de kerk overgedragen aan de Stichting Oude Groninger Kerken. De pastorie werd reeds in 1980 verkocht aan een particulier en vormt sindsdien een woonhuis. De kerkgemeente ging in 1980 samen met die van Schildwolde en Hellum en houdt tegenwoordig nog 1 dienst per maand in de kerk.
Aan de Meerweg werd (naast de gereformeerde kerk) rond 1880 ook een hervormde kosterij gebouwd. In 1966 kwam de kosterij leeg te staan. Vervolgens werd het gebouw nog een tijdlang gebruikt als veestal alvorens het werd gesloopt in 1973. De plek waar de kosterij stond wordt in het dorp ook wel 'kosterserf' genoemd. Later werd hier een speeltuin aangelegd.

#### Gereformeerden
De gereformeerde kerk (Meerweg 10) is de oudste kerk van het dorp. Deze werd in 1879 gebouwd als een recht gesloten zaalkerk met een dakruiter en is sindsdien nauwelijks gewijzigd. In 1946 werd de kerk overgedragen aan de vrijgemaakten. Achter de kerk werd in 1919 een consistorie gebouwd, die in 1957 werd vervangen door nieuwbouw. In 2003 werd de kerkgemeente opgeheven en werd deze onderdeel van de vrijgemaakte kerk van Harkstede. Kerk en consistorie werden daarop verkocht aan een particulier. Deze heeft in eigen beheer groot onderhoud gepleegd en het gebouw als woonhuis en atelier in gebruik genomen. Herstelwerkzaamheden zijn in afwachting van het schadeherstelplan tijdelijk stopgezet. In de kerk bevinden zich onder andere overwelfde kerkenraadsbanken uit de beginperiode. Boven de ingang hangt een bord met daarop de tekst 'Vrede door het bloed des kruizes 1879'.
In 1879 werd naast de kerk een gereformeerde pastorie gebouwd. Deze bleek echter al snel een tochtig gebouw en werd in 1929 vervangen door een nieuwe pastorie (Meerweg 12), die in 1990 werd verkocht en sindsdien een woonhuis is.
Nadat de vrijgemaakten in 1946 de kerk aan de Meerweg overnamen, bouwden de overgebleven gereformeerden in 1946 een houten kerkgebouw aan de Graauwedijk 48 (achter het huis aan de Graauwedijk 46), dat in een onbekend jaar werd vervangen door een nieuw stenen gebouw. In 1973 werd de kerkgemeente opgeheven en werd deze onderdeel van de gereformeerde kerk van Ten Post Het gebouw wordt als opslag gebruikt.

### Scholen
Vanaf 1850 werd thuis lesgegeven aan schoolkinderen in het huis aan de Graauwedijk 73. In 1862 werd een openbare lagere school gebouwd aan de Meerweg, die toen nog Schildjerweg heette. In 1882 verrees hier een nieuwe en grotere lagere school, die in 1930 werd vergroot en in 1950 nogmaals werd verbouwd. In de jaren 1980 werd dit gebouw ook afgebroken en in 1987 vervangen door de nieuwe openbare basisschool Schaldmeda aan de Meerweg 16, waar ook het nieuwe dorpshuis De Pompel werd gevestigd. Tussentijds was in 1984 ook een kleuterschool bij de school ingetrokken. In 2012 moest de school echter sluiten omdat het aantal leerlingen onder de opheffingsnorm van 23 leerlingen was gekomen.
In 1981 werd peuterspeelzaal Bibelebons geopend in de hervormde consistorie. Nadat het achtereenvolgens gevestigd was in de oude gereformeerde lagere school, de consistorie van de vrijgemaakte kerk, de oude openbare lagere school, een noodgebouw en de nieuwe openbare basisschool, werd de peuterspeelzaal in 2004 gevestigd in een gebouw naast dorpshuis De Pompel.
In 1903 werd een School met de Bijbel geopend. Deze school had andere begintijden dan de openbare lagere school om te voorkomen dat de 'openbaren' en de 'gereformeerden' elkaar in de haren vlogen. Na de vrijmaking werd het een gereformeerde lagere school. In 1982 werd de school wegens gebrek aan leerlingen gesloten en vervolgens afgebroken. De school stond achter het huis aan de Graauwedijk 28, het voormalige meestershuis dat wel bewaard bleef.

### Molens

#### Korenmolens

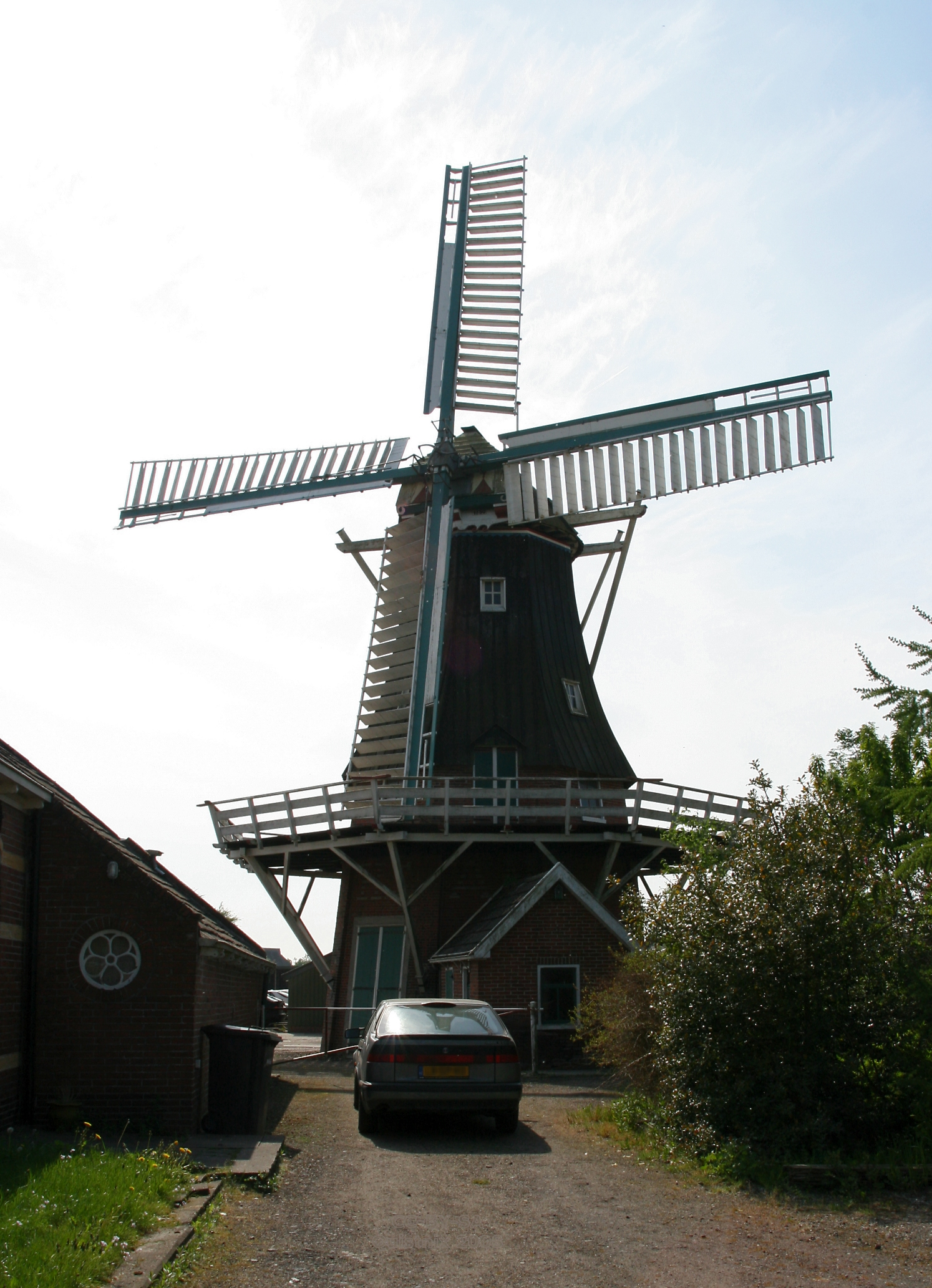
Korenmolen Windlust

Overschild heeft twee korenmolens gehad, waarvan er nog een resteert. Korenmolen Windlust werd in 1859 gebouwd als grondzeiler aan de Kanaalweg 2 midden in het dorp. Voor de bouw werd gebruikgemaakt van onderdelen van een afgebroken poldermolen uit Steendam. In 1914 was het dorp dusdanig gegroeid dat de molenaar zich genoodzaakt zag om de molen te verhogen tot een achtkante stellingmolen om genoeg wind te kunnen blijven vangen. Daarvoor werd gebruikgemaakt van stenen van de afgebroken veenborg Tilburg bij Foxholsterbosch. Tussen 1947 en 1950, in 1969 en tussen 2010 en 2011 is de molen gerestaureerd. De molen is sinds 1967 eigendom van de Slochter molenstichting en wordt regelmatig in bedrijf gesteld door vrijwillige molenaars.
In 1900 werd ten oosten van de Meerweg aan de zuidrand van het dorp een spinnenkopstellingmolen (Gronings: kwikstéllen) gebouwd. Deze molen vormde daarvoor een van de tientallen watermolens die bij Steenwijkerwold hebben gestaan. De molen werd op een schuur geplaatst om zo als korenmolen te kunnen worden gebruikt. In 1931 werd de molen op afbraak verkocht aan iemand uit Holland. Het was de laatste spinnenkopstellingmolen van Groningen.

#### Poldermolens en gemalen
Vanaf het begin van de 19e eeuw werd er begonnen met de bemaling van het gebied door middel van windmolens. In 1806 werd de eerste windmolen gebouwd. Mogelijk was dit de windmolen van de Tetjehornderpolder die vóór 1835 moet hebben gestaan bij de huidige zorgboerderij (Oude Graauwedijk 7) iets ten oosten van de Oude Wijmers of de eerste van twee windmolens van de Tetjehornderpolder die vóór 1834 ten zuidoosten van Boerkenslaan-Tetjehorn nabij het Schildmeer moet hebben gestaan. Deze eerste molen werd in elk geval in 1815 verbeterd. In 1834 werd deze molen naar de zuidzijde van het Schildmeer verplaatst en werd een nieuwe molen gebouwd, die in 1952 werd afgebroken. Naast deze twee molens stond er ook nog een windmolentje in het verlengde van de Graauwedijk tussen de zorgboerderij en de Boerkenslaan-Tetjehorn op een nu onbebouwd stukje grond in het natuurgebied aldaar. De windmolens bij de huidige zorgboerderij en op het nu onbebouwde stukje zijn waarschijnlijk gesloopt rond de jaren 1920.
In 1815 werd de zuidelijke windmolen van de Overschildjerpolder op het 'Kleine Schil' ten westen van de Vossebult (nu Afwateringskanaal 10) gebouwd. In 1855 werd de windmolen Sebastopol 100 meter noordelijker gebouwd op het Kleine Schil. In 1811 werd de eerste molen afgebroken, in 1932 ook de windmolen Sebastopol.
In 1872 werd ter bemaling van de Overschildjerpolder De Blauwe Molen gebouwd ten zuidwesten van De Paauwen aan het Afwateringskanaal van Duurswold. Bij de bouw werd naar verluidt gebruikgemaakt van een afgebroken zaagmolen uit het Friese Gorredijk. In 1951 werd deze molen gesloopt.
In 1915 werden de Tetjehornderpolder en de Overschildjerpolder gecombineerd tot het waterschap Overschild-Tetjehorn, dat twee gemalen liet bouwen ter vervanging van alle molens; een waar de Blauwe Molen heeft gestaan en een aan de monding van het Afwateringskanaal, waarop ook de Uiterbuurstermolenpolder loosde. Deze beide gemalen zijn na het opgaan van deze waterschappen in het waterschap Duurswold in de jaren 1970 vernieuwd. Tegenwoordig vormt het hele gebied ten oosten van het Eemskanaal onderdeel van waterschap Hunze en Aa's.

### Boerderijen
Aan de Graauwedijk 1 in het streekje De Hammen staat de boerderij Hooghammen, waarvan de vaste schuur en laag voorhuis uit 1869 dateren en de bijschuur uit omstreeks 1890. Het voorhuis werd in 1875 verbouwd tot dwarsvooreind omdat de bewoners de schepen wilden kunnen zien varen over het nieuwe Eemskanaal. In de muur is een gevelsteen met het wapen van de stad Groningen ingemetseld uit vermoedelijk van een van de bijgebouwen van de Herepoort.
Aan de Graauwedijk 15 staat een boerderij met een schuur met drie kappen en een dwars op de schuur geplaatst voorhuis uit ongeveer 1870.

## Bezienswaardigheden
Naast twee kerken heeft het dorp ook een korenmolen.

## Sport
In 1949 werd sportvereniging S.V. Mono opgericht; een omnisportvereniging waar onder andere tafeltennis, volleybal, voetbal, badminton, jazzballet, gym, aerobics, neut'n schait'n wordt beoefend. Daarnaast is er sinds 1907 een ijsvereniging.

## Geboren
- Henk Knol (1955), dichter